# Йозеф Едер
Йозеф Едер  (нім. Josef Eder, 2 травня 1942) — австрійський бобслеїст, олімпійський медаліст.

## Виступи на Олімпіадах
| Олімпіада     | Дисципліна | Місце |
| ------------- | ---------- | ----- |
| Гренобль 1968 | четвірка   | 2     |
| Саппоро 1972  | четвірка   | 6     |